# عالم الشعوذة السينمائي
عالم الشعوذة (The Conjuring Universe) هو امتياز رعب أمريكي وعالم مشترك يركز على سلسلة من أفلام الرعب الخارقة للطبيعة. تم إنتاج الامتياز من قبل نيو لاين سينما واتوميك مونستر برودكشنز وSafran Company وتوزيعه من قبل وارنر برذرز بيكتشرز. تقدم أفلام دراماتيكية للمغامرات الحقيقية المفترضة التي يعيشها إد
ولورين وارن، محققي الظواهر الخارقة للطبيعة والمؤلفين المرتبطين بقضايا بارزة ومثيرة للجدل تتعلق بالمطاردة. تتبع السلسلة محاولاتهم لمساعدة الأشخاص الذين يجدون أنفسهم مضايقين من قبل الأرواح، في حين تركز الأفلام الفرعية على أصول بعض الكيانات التي واجهها الزوجين وارين. حقق الامتياز نجاحًا تجاريًا، حيث حقق إيرادات إجمالية بلغت 2.2 مليار دولار. مقابل ميزانية إجمالية قدرها 208 مليار دولار . حصد الفيلم 1.1 مليون دولار، ليصبح بذلك أعلى امتياز رعب من حيث الإيرادات حتى الآن. لقد تلقى الامتياز آراء متباينة.

## ملخص
تتكون السلسلة من ثلاثة أفلام في السلسلة الرئيسية: الشعوذة (2013)، والشعوذة 2 (2016)، والشعوذة: الشيطان أجبرني على فعل ذلك (2021). تم إخراج الفيلمين الأولين من قبل جيمس وان، بينما تم إخراج الفيلم الثالث من قبل مايكل تشافيز. تدور أحداث الجزأين الأولين حول قضيتين من بين العديد من القضايا الخارقة للطبيعة الشهيرة التي كان آل وارين جزءًا منها، حيث يصور الفيلم الأول قضية عائلة بيرون، الذين يعيشون أحداثًا مزعجة في منزلهم المكتسب حديثًا في رود آيلاند. ركز الفيلم الثاني على القضية المثيرة للجدل الخاصة ببولترجيست إنفيلد ‏ مع الإشارة بشكل موجز إلى الأحداث التي ألهمت رواية رعب أميتيفيل. تم إصدار تكملة للفيلمين والجزء الثالث في السلسلة الرئيسية، الشعوذة: الشيطان أجبرني على فعل ذلك، في 4 يونيو 2021، وتدور أحداثه حول محاكمة آرني شايان جونسون ‏، وهي جريمة قتل وقعت في عام 1981 في ولاية كونيتيكت.
تتضمن السلسلة أيضًا أنابيل (2014)، وهو فيلم تمهيدي من إخراج مدير تصوير فيلم الشعوذة جون ر. ليونيتي وإنتاج بيتر سافران ووان، والذي كشف عن أحداث الدمية التي تحمل الاسم نفسه قبل أن يصتدم معها الزوجان وارين في بداية الفيلم الأول. يعرض فيلم آنابيل: التكوين (2017)، من إخراج ديفيد إف ساندبرج، أحداث أصول الدمية التي يتحكم فيها الشيطان. تم إصدار الفيلم الثالث من سلسلة أفلام آنابيل، آنابيل تعود للديار، في 26 يونيو 2019، مع كاتب الامتياز غاري دوبرمان في أول تجربة إخراجية له من سيناريو كتبه. شبه المنتج وان القصة بـ ليلة في المتحف، حيث تقوم آنابيل بتنشيط الأشياء المسكونة في غرفة التحف الخاصة بعائلة وارين.
تم إصدار الراهبة، وهي مقدمة روحية مبنية على شخصية ظهرت في فيلم الشعوذة 2، في عام 2018. ركزت القصة على أصول الراهبة الشيطانية فالاك قبل اتصالها مع عائلة وارين. تم إصدار تكملة، الراهبة 2، في 8 سبتمبر 2023، مع إخراج مايكل تشافيز وعمل إيان جولدبيرج وريتشارد ناينج وأكيلا كوبر ككتاب للفيلم.
صرح وان أنهم سعوا إلى الدقة في الحياة الواقعية في صنع الأفلام الرئيسية، في حين سمحت لهم المنتجات الفرعية "باستكشاف الأنواع الفرعية المختلفة في نوع الرعب".
تلقى أول فيلمين من السلسة مراجعات إيجابية بشكل عام من قبل كل من النقاد ومحبي الرعب، وحظيا بالثناء على إخراج وان وأداء الممثلين الرئيسيين، وخاصة التناسب والتوافق على الشاشة بين باتريك ويلسون وفيرا فارميغا في دور إد ولورين.

## التطوير
بدأ التطوير قبل أكثر من 20 عامًا من ظهور الفيلم الأول، عندما قام إد وارن بتشغيل شريط المقابلة الأصلية التي أجرتها لورين وارن مع كارولين بيرون للمنتج توني ديروسا جروند. قام ديروسا جروند بتسجيل صوت وارن وهو يشغل الشريط وكذلك نقاشهم اللاحق. في نهاية الشريط، قال وارن لـ ديروسا جروند: "إذا لم نتمكن من تحويل هذا إلى فيلم، فأنا لا أعرف ما الذي يمكننا فعله". ثم وصف ديروسا جروند رؤيته للفيلم لإد.
كتب ديروسا جروند المعالجة الأصلية وأطلق على المشروع اسم The Conjuring. لمدة 14 عامًا تقريبًا، حاول إنجاز الفيلم دون جدوى. لقد تمكن في البداية من إبرام صفقة لصنع الفيلم في غولد سيركل للأفلام ، شركة الإنتاج التي تقف وراء فيلم المطاردة في ولاية كونيكتكت، ولكن لم يكن من الممكن الانتهاء من العقد وتم إلغاء الصفقة.
تحالف ديروسا جروند مع المنتج بيتر سافران، وتم إحضار الكاتبين الشقيقين تشاد وكاري دبليو هايز للعمل على تحسين السيناريو. باستخدام معالجة ديروسا جروند وشريط إد وارن، قام الأخوان هايز بتغيير وجهة نظر القصة من عائلة بيرون إلى وجهة نظر عائلة وارن. أجرى الأخوة مقابلات مع لورين عدة مرات عبر الهاتف لتوضيح التفاصيل. بحلول منتصف عام 2009، أصبحت الملكية موضوع حرب مزايدة بين ستة استوديوهات، مما أدى إلى حصول الفيلم على شركة سمت إنترتاينمنت؛ ومع ذلك، لم يتمكن ديروسا جروند وشركة سمت من إبرام الصفقة ودخل الفيلم في مرحلة تحول. تواصل ديروسا جروند مجددًا مع شركة نيو لاين سينما، التي خسرت في حرب المزايدة الأصلية، وفي النهاية حصل الاستوديو على الفيلم. في نفس العام في 11 نوفمبر، تم عقد صفقة بين شركة نيو لاين ومجموعة إيفرجرين ميديا التابعة لـ ديروسا جروند.

## الأفلام

### الأصدارات
| الفيلم                              | تاريخ الإصدار في الولايات المتحدة | المخرج           | كاتب السيناريو                                           | قصة بقلم                                | المنتجون                                   |
| ----------------------------------- | --------------------------------- | ---------------- | -------------------------------------------------------- | --------------------------------------- | ------------------------------------------ |
| الشعوذة                             | 19 يوليو 2013                     | جيمس وان         | تشاد هايز وكاري دبليو هايز                               | تشاد هايز وكاري دبليو هايز              | توني ديروزا جروند، بيتر سافران وروبرت كوان |
| أنابيل                              | 3 أكتوبر 2014                     | جون ليونيتي ‏     | غاري دوبرمان                                             | غاري دوبرمان                            | بيتر سافران وجيمس وان                      |
| الشعوذة 2                           | 10 يونيو 2016                     | جيمس وان         | تشاد هايز، كاري دبليو هايز وجيمس وان وديفيد ليزلي جونسون | تشاد هايز، كاري دبليو هايز وجيمس وان    | بيتر سافران، روب كوان وجيمس وان            |
| أنابيل: التكوين                     | 11 أغسطس 2017                     | ديفيد ف. ساندبرغ | غاري دوبرمان                                             | غاري دوبرمان                            | بيتر سافران وجيمس وان                      |
| الراهبة                             | 7 سبتمبر 2018                     | كورين هاردي ‏     | غاري دوبرمان                                             | جيمس وان وغاري دوبرمان                  | بيتر سافران وجيمس وان                      |
| أنابيل تعود للديار                  | 26 يونيو 2019                     | غاري دوبرمان     | غاري دوبرمان                                             | جيمس وان وغاري دوبرمان                  | بيتر سافران وجيمس وان                      |
| الشعوذة: الشيطان أجبرني على فعل ذلك | 4 يونيو 2021                      | مايكل تشافيز     | ديفيد ليزلي جونسون-ماكجولدريك                            | جيمس وان وديفيد ليزلي جونسون ماكجولدريك | بيتر سافران وجيمس وان                      |
| الراهبة 2                           | 8 سبتمبر 2023                     | مايكل تشافيز     | إيان جولدبرج وريتشارد ناينج وأكيلا كوبر                  | أكيلا كوبر                              | بيتر سافران وجيمس وان                      |

| 1952 | الراهبة                             |
| 1953 |                                     |
| 1954 |                                     |
| 1955 |                                     |
| 1956 | الراهبة 2                           |
| 1957 |                                     |
| 1958 | أنابيل: التكوين                     |
| 1959 |                                     |
| 1960 |                                     |
| 1961 |                                     |
| 1962 |                                     |
| 1963 |                                     |
| 1964 |                                     |
| 1965 |                                     |
| 1966 |                                     |
| 1967 |                                     |
| 1968 |                                     |
| 1969 |                                     |
| 1970 | أنابيل                              |
| 1971 | الشعوذة                             |
| 1972 | أنابيل تعود للديار                  |
| 1973 |                                     |
| 1974 |                                     |
| 1975 |                                     |
| 1976 |                                     |
| 1977 | الشعودة 2                           |
| 1978 |                                     |
| 1979 |                                     |
| 1980 |                                     |
| 1981 | الشعوذة: الشيطان أجبرني على فعل ذلك |

### الشعوذة (2013)
تدور أحداث الجزء الأول من السلسلة (الذي كان بعنوان ملفات وارن في الأصل، والذي تمت إعادة تسميته لاحقًا بالشعوذة) حول مغامرات إد ولورين وارن الحقيقية، وهما زوجان يحققان في أحداث خارقة للطبيعة. لعب باتريك ويلسون دور البطولة إلى جانب فيرا فارميغا في الأدوار الرئيسية لإد ولورين. ركز الفيلم على قضية وارن عام 1971 حيث حققا في لعنة ساحرة في مزرعة في هاريسفيل، رود آيلاند. تم إصدار الشعوذة في 19 يوليو 2013، وحقق مراجعات إيجابية. حقق 320 مليون دولار في جميع أنحاء العالم مقابل ميزانية قدرها 20 مليون دولار، ليصبح أحد أكثر أفلام الرعب ربحية في التاريخ.

### أنابيل (2014)
تم الإعلان عن فيلم فرعي يركز على أصول دمية أنابيل التي تم تقديمها في فيلم الشعوذة، بعد وقت قصير من إصدار سابقه، ويرجع ذلك أساسًا إلى نجاح الفيلم في شباك التذاكر العالمي والاستقبال الإيجابي للشخصية. ركزت الحبكة على جون وميا فورم، زوجين ينتظران طفلاً، حيث أصبحت دميتهما العتيقة، آنابيل، مسكونة بروح إنتقامية بعد إقتحام إثنين من عبدة الشيطان لمنزلهما وقتلهما. أخرج الفيلم المصور السينمائي لفيلم الشعوذة (2013) جون ر. ليونيتي وأنتجه سافران وجيمس وان، مع غاري داوبرمان وراء السيناريو. تم إصدار الفيلم في جميع أنحاء العالم في 3 أكتوبر 2014، وحقق نجاحًا تجاريًا كبيرًا، ليصبح فيلم الرعب الرابع عشر الأكثر ربحًا في أمريكا الشمالية. وجد العديد من النقاد أن فيلم أنابيل أقل شأناً مقارنة بفيلم الشعوذة (2013).

### الشعوذة 2 (2016)
تم إنشاء تكملة، الشعوذة 2، بعد نجاح الفيلم الأصلي وأخرجها أيضًا وان، مع كل من فارميغا وويلسون يعيدون تمثيل أدوارهم. ركز الفيلم على قضية بولترجيست إنفيلد ‏ في لندن عام 1977، مع الإشارة بإيجاز إلى الأحداث التي ألهمت فيلم رعب أمتيفيل. تم إصداره في 10 يونيو 2016، لمراجعات إيجابية من كل من النقاد والجمهور؛ اتفق البعض على أن الفيلم كان متفوقًا بشكل كبير على تتمات الرعب الأخرى، بينما ناقش آخرون ما إذا كان الفيلم قد تجاوز سابقه في الجودة. أثبت الفيلم أنه ناجح بشكل مماثل للجزء الأول في السلسلة، وأصبح إضافة مربحة أخرى إلى الامتياز، حيث حقق 320.3 مليون دولار في جميع أنحاء العالم من ميزانية قدرها 40 مليون دولار، وأصبح ثاني أعلى فيلم رعب في كل العصور، بعد طارد الأرواح الشريرة، حتى تم إصدار إت في عام 2017.

### أنابيل: التكوين (2017)
كان هناك تكملة لفيلم أنابيل قيد التطوير، وتم الكشف عنها في النهاية على أنها مقدمة للفيلم الأصلي. تدور أحداث الفيلم حول صانع دمى وزوجته، التي توفيت ابنتهما بشكل مأساوي قبل اثني عشر عامًا، حيث قررا فتح منزلهما لراهبة وعدة فتيات من دار أيتام مغلقة؛ تضع الدمية المسكونة أنابيل أنظارها على الأطفال وتحول ملجأهم إلى عاصفة من الشر المطلق. حل ديفيد ساندبيرغ مخرج فيلم Lights Out محل ليونيتي كمخرج، مع عودة داوبرمان لكتابة السيناريو وعودة سافران ووان للإنتاج. تم إصدار الفيلم في جميع أنحاء العالم في 11 أغسطس 2017، وحقق نجاحًا نقديًا وتجاريًا، حيث ذكر العديد من النقاد أن الفيلم كان تحسنًا كبيرًا مقارنة بسابقه.

### الراهبة (2018)
أخرج كورين هاردي فيلمًا فرعيًا بعنوان الراهبة، يضم شخصية الراهبة الشيطانية فالاك من الشعوذة 2، مع إعلان كاتب السيناريو المشارك في الشعوذة 2 دايفيد جونسون في البداية ككاتب قبل استبداله بغاري دوبرمان ووان، الذي أنتج أيضًا مع سافران. لعب ديميان بشير وتايسا فارميجا الأدوار الرئيسية، بينما أعادت بوني آرونز تمثيل دورها في دور فالاك في الفيلم. تتبع حبكة الفيلم كاهنًا ومبتدئة أثناء التحقيق في سر غير مقدس ومواجهة قوة خبيثة في شكل راهبة شيطانية (فالاك). تم إصدار الفيلم في 7 سبتمبر 2018، وحقق 365.6 مليون دولار بميزانية قدرها 22 مليون دولار، ليصبح الفيلم الأعلى ربحًا في الامتياز.

### أنابيل تعود للديار (2019)
الجزء الثالث من سلسلة آنابيل، آنابيل تعود للديار، شارك فيه غاري دوبرمان ككاتب ومخرج في أول تجربة إخراجية له. كان الفيلم مبنيًا على معالجة لقصة كتبها دوبرمان ووان. شارك وان وبيتر سافران في إنتاج المشروع.
تدور أحداث فيلم آنابيل تعود للديار بعد آنابيل وفيلم الشعوذة، ويركز على الدمية بعد أن تم الاحتفاظ بها في صندوق زجاجي في متحف عائلة وارين. أعاد ويلسون وفارميجا تمثيل أدوارهما كإيد ولورين وارين، إلى جانب ماكينا جريس في دور جودي وارين وماديسون إيسمان في دور جليسة جودي المراهقة. تم إصدار الفيلم في 26 يونيو 2019.

### الشعوذة: الشيطان أجبرني على فعل ذلك (2021)
بعد إصدار الشعوذة 2، كشف وان أنه لن يعود لإخراج جزء آخر في السلسلة، بسبب تضارب المواعيد، لكنه أعرب عن اهتمامه برؤية صناع أفلام آخرين يخرجون المزيد من أفلام "الشعوذة". قال وان أن الفيلم التالي في السلسلة ستدور أحداثه خلال الثمانينيات وتحدث عن أفكار للأفلام لاستكشاف مرض الأستذئاب، مستشهدًا بفيلم مستذئب أمريكي في لندن وكلب آل باسكرفيل كمصدر إلهام. صرح سافران أن الفيلم التالي لن يكون فيلمًا عن منزل مسكون. تم تعيين دايفيد جونسون لكتابة السيناريو.
تم إخراج الفيلم بواسطة مايكل تشافيز، بعد إخراج فيلم لعنة لا يورونا سابقًا، مع جيمس وان في دور المنتج. أعاد ويلسون وفارميغا تمثيل دوريهما كإد ولورين وارين، حيث تدور الحبكة حول قضية "الشيطان جعلني أفعل ذلك ‏" الحقيقية، وهي محاكمة قانونية أدعى فيها المتهم أنه كان مسكونًا أثناء الجرائم التي أتهم بارتكابها. كان من المقرر في البداية إطلاق الفيلم في 11 سبتمبر 2020، قبل تأجيله إلى 4 يونيو 2021، بسبب جائحة كوفيد-19. ومع ذلك، تم إطلاق الفيلم بواسطة وارنر براذرز بيكتشرز ونيو لاين سينما في المملكة المتحدة في 26 مايو 2021، تلاها الولايات المتحدة في 4 يونيو، حيث كان له أيضًا إصدار متزامن لمدة شهر على خدمة البث HBO Max.

### الراهبة 2 (2023)
قبل إصدار فيلم الراهبة، ناقش وان إمكانية إنتاج تكملة وما قد تكون قصته: "أعرف إلى أين يمكن أن يؤدي فيلم الراهبة 2، إذا نجح فيلم الراهبة، وكيف يرتبط ذلك بقصة لورين التي أعددناها مع أول فيلمين من أفلام الشعوذة وجعلناها تكمل الدائرة".
في أبريل 2019، قال سافران إن التكملة قيد التطوير، مشيرًا إلى وجود قصة "ممتعة حقًا" مخططة للفيلم. في وقت لاحق من ذلك الشهر، وقعت أكيلا كوبر على المشروع ككاتبة للفيلم بينما تم تعيين سافران ووان كمنتجين. أعربت بوني آرونز عن اهتمامها بإعادة تمثيل دورها كشيطانة في التكملة. في فبراير 2022، صرحت تايسا فارميجا أنها أجرت مناقشات مع شركة وارنر براذرز بيكتشرز بشأن إعادة تمثيل دورها من الفيلم الأول بينما ذكرت أن القيود المفروضة على صناعة الأفلام نتيجة لـ COVID-19 أدت إلى تأخير المشروع. أعلنت شركة وارنر براذرز رسميًا عن الفيلم في أبريل كجزء من قائمتها القادمة في CinemaCon 2022. تم تأكيد مايكل تشافيز كمخرج. بدأ التصوير الأولي في 29 أبريل 2022، مع إعادة بوني آرونز لدورها في دور فالاك. في سبتمبر 2022، تم الكشف عن أن إيان جولدبيرج وريتشارد ناينج قد ساهما في السيناريو كمؤلفين مشاركين للمسودة الأخيرة. انضمت ستورم ريد إلى فريق التمثيل في دور رئيسي للفيلم، وبدأ التصوير الرئيسي في 6 أكتوبر 2022، وانتهى في وقت لاحق من ذلك العام. تعود تايسا فارميجا وجوناس بلوكويت لأداء دوريهما كالأخت إيرين وموريس "فرينشي" ثيرياولت، مع انضمام آنا بوبلويل وكيتلين روز داوني إلى فريق التمثيل.
تم إصدار فيلم الراهبة 2 في 8 سبتمبر 2023.

### الشعوذة: الطقوس الأخيرة (2025)
في أكتوبر 2022، تم الكشف عن تكملة لفيلم الشعوذة: الشيطان أجبرني على فعل ذلك قيد التطوير. سيكتب دايفيد جونسون السيناريو بينما سيعود جيمس وان وبيتر سافران كمنتجين. أكد وان لاحقًا أن ويلسون وفارميغا سوف يعودان لأدوارهما. في أبريل 2023، خلال CinemaCon، تم الكشف عن عنوان الفيلم. في سبتمبر 2023، صرح مايكل تشافيز أن العمل على السيناريو مستمر، مشيرًا إلى أن المشروع كان من المفترض أن يُنظر إليه على أنه "نهاية" للقصص في الامتياز التي جاءت من قبل.
ومن المقرر إصدار الفيلم في 5 سبتمبر 2025، وسيكون الجزء الأخير من السلسلة الرئيسية.

### مشاريع محتملة أخرى
في يونيو 2017، صرح المنتج بيتر سافران أنه في حين أن الاستوديو لن يدمج شخصيات من أعمال أصلية مستقلة أخرى، فهناك مشاريع مختلفة قيد التطوير. وأكد لاحقًا أن المشاريع المستقبلية لن تُصنع إلا التي لها صلة مباشرة بعائلة وارين والأفلام الأخرى التي تم إصدارها في الامتياز؛ مشيرًا إلى أنها ستستمر في الصنع "طالما أننا نستمر في سرد قصص أصلية". بحلول مايو 2021، قال إنه كان هناك العديد من المشاريع المستقبلية في مراحل مختلفة من التطوير، حيث يعتزم باتريك ويلسون وفيرا فارميجا إعادة أدوارهما. صرح سافران: "[إنهما] ممثلان فريدان من نوعهما ويصوران إد ولورين بشكل جميل لدرجة أننا نحب الاستمرار في صنع هذه الأفلام معهما. حقق إد ولورين في قضايا لمدة 50 عامًا، لذلك لدينا 40 عامًا أخرى مع باتريك وفيرا قبل نفاذها".
بعد إصدار فيلم أنابيل تعود للديار في يونيو 2019، أقر غاري داوبرمان بإمكانية إنتاج فيلم أنابيل رابع، بينما صرح بأن هناك إمكانية لعدد من الأفلام الفرعية التي تركز حول القطع الأثرية الملعونة الأخرى وكياناتها أيضًا. كشف صانع الفيلم أن كيانات معينة تلقت قصصًا خلفية مفصلة كتبها أثناء إنتاج فيلم أنابيل تعود للديار. صرح مع وان أن مستقبل الامتياز سوف يستكشف أنواعًا فرعية مختلفة من الرعب؛ مشيرًا إلى أن فيلم رعب نفسي يركز حول The Bride، وفيلم رعب سلاشر يركز حول The Samurai، كانا مثالين على الخيارات التي تمت مناقشتها للتطوير.
في يونيو 2021، بعد إصدار الشعوذة: الشيطان أجبرني على فعل ذلك، كشف مايكل تشافيز أن الفيلم كان من المفترض في الأصل أن يرتبط مباشرة بالفيلم الفرعي التالي. تدور أحداث الفيلم حول شخصية شيطانية تم حذفها من فيلم الشعوذة الثالث يشار إليها باسم الشيطان المفقود، وذكر تشافيز أن هذا الكيان سيكون ملحوظًا لأنه يعتمد بالكامل على أوصاف من شهود حقيقيين. على الرغم من إزالة الكشف الكامل عن الشخصية من المونتاج النهائي، بالإضافة إلى حبكة فرعية حيث كانت إيسلا الغامضة تعمل مع الشيطان، إلا أن صانع الفيلم لاحظ أنه نفس الكيان الذي يعذب ديفيد في سرير الماء ويدخل جسده في النهاية. وأعرب عن أمله في أن يتم الموافقة على المشروع يومًا ما. علق تشافيز أن جيمس وان لديه العديد من "قضايا وارن في جعبته"، مع "الكثير من الأشياء ... لاستكشافها". اعترف صانع الفيلم بأنه يعرف مشاريع مختلفة قيد التطوير، بينما أعرب عن حماسه كمعجب لمعرفة ما سيتم إصداره أولاً.
في أغسطس 2023، قال صانع الفيلم إن هناك إمكانية لمشاريع إضافية تتميز بالراهبة، لاستكشاف الإطار الزمني بين الخمسينيات والستينيات. في سبتمبر من نفس العام، صرح بأنه كمعجب بالسلسلة، يرغب في رؤية مشروع حيث تقوم الكيانات الشيطانية المختلفة من كل جزء بإزعاج عائلة وارين.

### إلغاء فيلم The Crooked Man المشتق
في مايو 2017، قال سافران إن شخصية الرجل الملتوي (the Crooked Man) من فيلم الشعوذة 2 كانت قيد النظر من قبل الاستوديو لفيلم روائي طويل. بحلول يونيو من نفس العام، كان فيلم فرعي بعنوان الرجل الملتوي قيد التطوير رسميًا مع مايك فان وايس ككاتب سيناريو، استنادًا إلى قصة أصلية بقلم وان؛ كان وان وسافران على وشك إنتاج المشروع. على الرغم من أنه في مراحله الأولى من التطوير، صرح صانع الفيلم أن النوع الفرعي من الرعب سيكون "حكاية خيالية مظلمة". بحلول سبتمبر 2018، صرح سافران أن العمل على السيناريو مستمر، وأن الاستوديو يريد الانتظار حتى يكون لديهم مسودة تعجبهم قبل بدء الإنتاج الإضافي. كرر المنتج ما قاله وان، مؤكدًا أن النية هي أن يكون لكل جزء في الامتياز أسلوبه الخاص. صرح لاحقًا أنه في حين كان من المفترض أن يكون (The Crooked Man)هو الفيلم التالي لـ الشعوذة 2 ، فقد تأخر المشروع لصالح الإنتاج السريع لفيلم الراهبة بسبب استجابة الجمهور للشخصية. في نوفمبر 2022، أعلن وان أنه خارج سيطرته، لم يكن المشروع يتقدم في ذلك الوقت بينما أعرب عن أمله في إصدار مستقبلي محتمل.

### (2016) Wolves at the Door
في مايو 2015، تم الإعلان عن جون ر. ليونيتي كمخرج لفيلم ذئاب عند الباب ‏ لصالح شركة نيو لاين سينما، مع غاري دوبرمان ككاتب سيناريو وبيتر سافران كمنتج. على الرغم من أن الفيلم ليس جزءًا من عالم الشعوذة، إلا أنه من بطولة إريك لادن، الذي يعيد تمثيل دور المحقق كلاركين من فيلم ليونيتي لعام 2014، آنابيل. فيلم ذئاب عند الباب مستوحى بشكل فضفاض من جرائم قتل عائلة مانسون في عام 1969.

### لعنة لا يورونا (2019)
في أكتوبر 2017، عمل وان كمنتج لفيلم رعب من إخراج مايكل تشافيز وبطولة ليندا كارديليني، والذي كان بعنوان الأطفال (the children). تمت إعادة تسمية الفيلم لاحقًا باسم لعنة لا يورونا (المعروف أيضًا باسم لعنة المرأة الباكية في بعض الأسواق الدولية). على الرغم من أن الفيلم ليس جزءًا من عالم الشعوذة، إلا أنه من بطولة توني أمندولا، الذي يعيد تمثيل دوره من فيلم آنابيل في دور الأب بيريز. تقدم الشخصية توجيهات للعائلة التي تعذبها الروح التي تحمل عنوان الفيلم، ويربط المطاردة بتجاربه مع الكيان الشيطاني المرتبط بالدمية.

## التلفاز
في مايو 2021، قال بيتر سافران أن هناك تطورات جارية لمسلسل تلفزيوني تدور أحداثه ضمن عالم الشعوذة. صرح المنتج أنه في حين أنهم لا يريدون الابتعاد عن أنتاج الأفلام، إلا أن هناك "بعض القصص الطويلة التي من الأفضل سردها على مدار ثماني حلقات أو ثماني ساعات بدلاً من فيلم مدته ساعتان فقط". اعترف سافران بأن توسيع الامتياز إلى البرامج التلفزيونية كان قيد المناقشة لبعض الوقت، مع إطلاق HBO Max الذي يوفر لشركة وارنر برذرز موزعًا لأي مسلسل محتمل.
في أبريل 2023، تم الإعلان عن مسلسل تلفزيوني بدون عنوان ضمن الامتياز قيد التطوير. سيقام العرض زمنيًا بعد أحداث الأفلام، مع عمل جيمس وان وبيتر سافران كمنتجين تنفيذيين. كان من المقرر أن يكون المشروع إنتاجًا مشتركًا بين New Line Television وتلفزيون وارنر بروس وAtomic Monster وشركة سافران وMax Originals، وكان قيد التطوير للإصدار عبر البث المباشر حصريًا على Max من وارنر براذرز ديسكفري.

## الشخصيات والممثلين المتكررين
يحتوي هذا الجدول على الشخصيات الرئيسية التي تظهر في عالم الشعوذة، مرتبة أبجديًا حسب إسم العائلة للشخصية.
مؤشرات القوائم
هذا القسم يبين الشخصيات التي ستظهر أو قد ظهرت في أكثر من فيلمين في السلسلة.
- خانة رمادية داكنة فارغة تعني أن الشخصية لم تكن في الفيلم، أو أن ظهور الشخصية الرسمية لم يُؤكَّد بعد.

- يشير الحرف A إلى الظهور من خلال لقطات أرشيفية أو صوتية.
- يشير الحرف C إلى دور ثانوي.
- يشير الحرف O إلى إصدار أقدم من الشخصية.
- يشير الحرف U إلى ظهور غير مذكور.
- يشير الحرف V إلى دور صوتي فقط.
- يشير الحرف Y إلى إصدار أصغر من الشخصية.

| الشخصيات                | الأفلام                 | الأفلام                     | الأفلام                             | الأفلام                      | الأفلام                 | الأفلام                                  | الأفلام                    | الأفلام         |
| الشخصيات                | أفلام الشعوذة           | أفلام الشعوذة               | أفلام الشعوذة                       | أفلام آنابيل                 | أفلام آنابيل            | أفلام آنابيل                             | أفلام الراهبة              | أفلام الراهبة   |
| الشخصيات                | الشعوذة                 | الشعوذة 2                   | الشعوذة: الشيطان أجبرني على فعل ذلك | أنابيل                       | آنابيل: التكوين         | آنابيل تعود للديار                       | الراهبة                    | الراهبة 2       |
| ----------------------- | ----------------------- | --------------------------- | ----------------------------------- | ---------------------------- | ----------------------- | ---------------------------------------- | -------------------------- | --------------- |
| إد وارن                 | باتريك ويلسون           | باتريك ويلسون               | باتريك ويلسون Mitchell HoogY        | Patrick WilsonVU             | قالب:CEmpty             | باتريك ويلسون                            | Patrick WilsonA            | Patrick WilsonC |
| لورين وارن              | فيرا فارميغا            | فيرا فارميغا                | فيرا فارميغا Megan Ashley BrownY    | colspan="2" قالب:CEmpty      | فيرا فارميغا            | Vera FarmigaA                            | Vera FarmigaC              |                 |
| جودي وارن               | ستيرلينج جيرينس         | ستيرلينج جيرينس             | ستيرلينج جيرينس                     | colspan="2" قالب:CEmpty      | ماكينا غريس             | Sterling JerinsA                         | قالب:CEmpty                |                 |
| آنابيل                  | Appeared                | Appeared                    | Appeared                            | Appeared                     | Appeared                | Appeared                                 | colspan="2" قالب:CEmpty    |                 |
| Malthus The Ram Demon   | جوزيف بشارة             | colspan="2" قالب:CEmpty     | جوزيف بشارة                         | جوزيف بشارة فريد تاتاسكاوريV | الكسندر وارد            | colspan="2" قالب:CEmpty                  |                            |                 |
| كاميلا                  | إيمي تيبتون ‏            | colspan="2" قالب:CEmpty     | إيمي تيبتون                         | قالب:CEmpty                  | سادي كاتارينا           | colspan="2" قالب:CEmpty                  |                            |                 |
| ديبي                    | مورغانا بريدجرز         | colspan="2" قالب:CEmpty     | مورغانا بريدجرز                     | قالب:CEmpty                  | كنزي كابلان             | colspan="2" قالب:CEmpty                  |                            |                 |
| ريك                     | زاك باباس               | colspan="2" قالب:CEmpty     | زاك باباس                           | قالب:CEmpty                  | زاك باباس               | colspan="2" قالب:CEmpty                  |                            |                 |
| الأب جوردون             | ستيف كولتر              | ستيف كولتر                  | ستيف كولتر                          | colspan="2" قالب:CEmpty      | ستيف كولتر              | colspan="2" قالب:CEmpty                  |                            |                 |
| موريس "فرينشي" ثيرياولت | كريستوف فيلون           | colspan="5" قالب:CEmpty     | جوناس بلوكويت                       | جوناس بلوكويت                |                         |                                          |                            |                 |
| كارولين بيرون           | ليلي تايلور             | colspan="5" قالب:CEmpty     | Lili TaylorA                        | قالب:CEmpty                  |                         |                                          |                            |                 |
| درو توماس               | شانون كوك               | شانون كوك                   | شانون كوك                           | colspan="5" قالب:CEmpty      |                         |                                          |                            |                 |
| Valak The Nun           | قالب:CEmpty             | بوني آرونز روبن أتكن داونزV | colspan="2" قالب:CEmpty             | Bonnie AaronsUC              | قالب:CEmpty             | بوني آرونز دي برادلي بيكرV ديبرا ويلسونV | بوني آرونز Andrew MorgadoV |                 |
| جانيس "آنابيل" هيغينز   | colspan="3" قالب:CEmpty | تري أوتول Keira DanielsY    | تاليثا بيتمان Tree O'TooleO         | Tree O'TooleCU               | colspan="2" قالب:CEmpty |                                          |                            |                 |
| بيت هيغينز              | colspan="3" قالب:CEmpty | بريان هاو                   | بريان هاو                           | colspan="3" قالب:CEmpty      |                         |                                          |                            |                 |
| شارون هيغينز            | colspan="3" قالب:CEmpty | كيري أومالي                 | كيري أومالي                         | colspan="3" قالب:CEmpty      |                         |                                          |                            |                 |
| ثين مان                 | colspan="3" قالب:CEmpty | ترامباس تومبسون             | ترامباس تومبسون                     | colspan="3" قالب:CEmpty      |                         |                                          |                            |                 |
| أنابيل "بي" مولينز      | colspan="4" قالب:CEmpty | سمارة لي                    | سمارة لي                            | colspan="2" قالب:CEmpty      |                         |                                          |                            |                 |
| الأخت إيرين بالمر       | colspan="6" قالب:CEmpty | تايسا فارميغا               | تايسا فارميغا Margot BernazziY      |                              |                         |                                          |                            |                 |
| الكاردينال كونروي       | colspan="6" قالب:CEmpty | ديفيد حوروفاتسح             | ديفيد حوروفاتسح                     |                              |                         |                                          |                            |                 |

## تفاصيل إضافية عن الطاقم والإنتاج
| الفيلم                              | الطاقم/التفاصيل   | الطاقم/التفاصيل        | الطاقم/التفاصيل              | الطاقم/التفاصيل                                                                             | الطاقم/التفاصيل      | الطاقم/التفاصيل |
| الفيلم                              | الملحن            | مدير التصوير السينمائي | المحرر(ون)                   | شركات الإنتاج                                                                               | شركة التوزيع         | وقت التشغيل     |
| ----------------------------------- | ----------------- | ---------------------- | ---------------------------- | ------------------------------------------------------------------------------------------- | -------------------- | --------------- |
| الشعوذة                             | جوزيف بشارة ‏      | جون ليونيتي ‏           | كيرك إم موري                 | - نيو لاين سينما - شركة سافرن ‏ - Evergreen Media Group                                      | وارنر براذرز بيكتشرز | 112 دقيقة       |
| أنابيل                              | جوزيف بشارة ‏      | جيمس كنيست             | توم إلكينز                   | - New Line Cinema - The Safran Company - RatPac-Dune Entertainment - اتوميك مونستر برودكشنز | وارنر براذرز بيكتشرز | 99 دقيقة        |
| الشعوذة 2                           | جوزيف بشارة ‏      | دون بيرجس              | كيرك إم موري                 | - New Line Cinema - The Safran Company - RatPac-Dune Entertainment - اتوميك مونستر برودكشنز | وارنر براذرز بيكتشرز | 134 دقيقة       |
| أنابيل: التكوين                     | بنيامين والفيش    | ماكسيم ألكسندر         | ميشيل ألير                   | - New Line Cinema - The Safran Company - RatPac-Dune Entertainment - اتوميك مونستر برودكشنز | وارنر براذرز بيكتشرز | 110 دقيقة       |
| الراهبة                             | إيبل كورزينياوسكي | ماكسيم ألكسندر         | ميشيل ألير وكين بلاكويل      | - New Line Cinema - The Safran Company - Atomic Monster                                     | وارنر براذرز بيكتشرز | 97 دقيقة        |
| أنابيل تعود للديار                  | جوزيف بشارة       | مايكل بورغس            | كيرك إم موري                 | - New Line Cinema - The Safran Company - Atomic Monster                                     | وارنر براذرز بيكتشرز | 106 دقيقة       |
| الشعوذة: الشيطان أجبرني على فعل ذلك | جوزيف بشارة       | مايكل بورغس            | بيتر جفوزداس وكريستيان واغنر | - New Line Cinema - The Safran Company - Atomic Monster                                     | وارنر براذرز بيكتشرز | 112 دقيقة       |
| الراهبة 2                           | ماركو بلترامي     | تريستان نيبي           | غريغوري بلوتكين ‏             | - New Line Cinema - The Safran Company - Atomic Monster                                     | وارنر براذرز بيكتشرز | 110 دقيقة       |

## الأستقبال

### أداء شباك التذاكر
لقد كان الامتياز ملحوظًا في أرباحه، حيث حقق فيلم الشعوذة والجزء التالي منه ربحًا إجماليًا قدره 260 مليون دولار. وفقًا لموقع ددلاين هوليوود، في حين تمكن أنابيل من تحقيق 40 ضعف ميزانيته البالغة 6.5 مليون دولار. وصف سكوت مندلسون من فوربس الامتياز بأنه "أول عالم سينمائي ناجح بعد عالم مارفل السينمائي". هوليوود ريبورتر كتب في عام 2022 أنه "إلى جانب عالم مارفل السينمائي، يمكن القول بأن امتياز الشعوذة هو ثاني أنجح عالم سينمائي في الوقت الحالي".
| الفيلم                              | تاريخ الإصدار في الولايات المتحدة | إجمالي إيرادات شباك التذاكر | إجمالي إيرادات شباك التذاكر | إجمالي إيرادات شباك التذاكر | ترتيب شباك التذاكر         | ترتيب شباك التذاكر                   | الميزانية        | Ref.                    |
| الفيلم                              | تاريخ الإصدار في الولايات المتحدة | أمريكا الشمالية             | أقاليم أخرى                 | في جميع أنحاء العالم        | أمريكا الشمالية طوال الوقت | في جميع الأوقات في جميع أنحاء العالم | الميزانية        | Ref.                    |
| ----------------------------------- | --------------------------------- | --------------------------- | --------------------------- | --------------------------- | -------------------------- | ------------------------------------ | ---------------- | ----------------------- |
| الشعوذة                             | 19 يوليو 2013                     | 137,446,368 دولار           | 182,959,874 دولار           | 320,406,242 دولار           | #479                       | #503                                 | 20 مليون دولار   | [ 104 ] [ 105 ]         |
| أنابيل                              | 3 أكتوبر 2014                     | 84,284,252 دولار            | 173,305,469 دولار           | 257,589,721 دولار           | #977                       | #653                                 | 6.5 مليون دولار  | [ 104 ] [ 106 ]         |
| الشعوذة 2                           | 10 يونيو 2016                     | 102,516,140 دولار           | 219,318,211 دولار           | 321,834,351 دولار           | #761                       | #523                                 | 40 مليون دولار   | [ 104 ] [ 107 ]         |
| أنابيل: التكوين                     | 11 أغسطس 2017                     | 102,092,201 دولار           | 204,423,683 دولار           | 306,515,884 دولار           | #766                       | #533                                 | 15 مليون دولار   | [ 104 ] [ 108 ]         |
| الراهبة                             | 7 سبتمبر 2018                     | 117,481,222 دولار           | 248,101,575 دولار           | 365,582,797 دولار           | #619                       | #409                                 | 22 مليون دولار   | [ 104 ] [ 109 ]         |
| أنابيل تعود للديار                  | 26 يونيو 2019                     | 74,152,591 دولار            | 157,100,000 دولار           | 231,252,591 دولار           | #1,157                     | #749                                 | 27 مليون دولار   | [ 104 ] [ 110 ]         |
| الشعوذة: الشيطان أجبرني على فعل ذلك | 4 يونيو 2021                      | 65,631,050 دولار            | 140,770,430 دولار           | 206,401,480 دولار           | #1,341                     | #905                                 | 39 مليون دولار   | [ 104 ] [ 111 ]         |
| الراهبة 2                           | 8 سبتمبر 2023                     | 86,267,073 دولار            | 181,800,000 دولار           | 268,067,073 دولار           | #989                       | #653                                 | 38.5 مليون دولار | [ 104 ] [ 112 ] [ 113 ] |
| المجموع                             | المجموع                           | $769,870,897                | $1,499,479,242              | $2,277,650,139              |                            |                                      | 208 مليون دولار  |                         |

### الاستجابة النقدية والعامة
| الفيلم                              | شديد الأهمية | شديد الأهمية   | العامة          |
| الفيلم                              | روتن توميتوز | ميتاكريتيك     | سينماسكور       |
| ----------------------------------- | ------------ | -------------- | --------------- |
| الشعوذة                             | قالب:RT data | 68 (35 تقييمًا) | قالب:Sort grade |
| أنابيل                              | قالب:RT data | 37 (27 تقييمًا) | قالب:Sort grade |
| الشعوذة 2                           | قالب:RT data | 65 (38 تقييمًا) | قالب:Sort grade |
| أنابيل: التكوين                     | قالب:RT data | 62 (29 تقييمًا) | قالب:Sort grade |
| الراهبة                             | قالب:RT data | 46 (32 تقييمًا) | قالب:Sort grade |
| أنابيل تعود للديار                  | قالب:RT data | 53 (35 تقييمًا) | قالب:Sort grade |
| الشعوذة: الشيطان أجبرني على فعل ذلك | قالب:RT data | 53 (39 تقييمًا) | قالب:Sort grade |
| الراهبة 2                           | قالب:RT data | 47 (24 تقييمًا) | قالب:Sort grade |

## كتب مصورة
في أبريل 2021، شكلت شركة دي سي كومكس بصمة رعب جديدة تسمى DC Horror. تم إصدار أول سلسلة من القصص المصورة ضمن عالم الشعوذة في الأول من يونيو من نفس العام. الشعوذة: العاشق هي سلسلة محدودة مكونة من 5 أعداد تعمل بمثابة مقدمة لـ الشعوذة: الشيطان أجبرني على فعل ذلك. تدور القصة حول طالبة جامعية تدعى جيسيكا. إنها تكافح مع الحياة الجامعية واكتشافها أن شيئًا شريرًا يستهدفها يتضمن كل إصدار قصصًا احتياطيّة، تستكشف القطع الأثرية الملعونة في متحف قبو وارين. تم كتابة السلسلة المحدودة بشكل مشترك بواسطة دايفيد جونسون وريكس أوغلي، مع رسوم توضيحية بواسطة غاري براون وفن الغلاف بواسطة بيل سينكيفيتش . تمت كتابة القصص الإحتياطية التي تضم العناصر الغامضة من غرفة التحف الخاصة بوارن من قبل كتاب مختلفين: الأول بقلم سكوت سنايدر، مع دينيس كوان بمثابة فنان، والثاني من الكاتب تشي غرايسون والفنان خوان فيريرا، والثالث من الكاتب تيم سيلي والفنان كيلي جونز، تليها الرابعة من الكاتب راي فوكس والفنان كريستوفر ميتن، والخامسة من الكاتب والفنان دومينيك "دومو" ستانتون. في مارس 2022، تم إصدار طبعة تجارية ذات غلاف مقوى تجمع الإصدارات.
| الحلقة | تاريخ النشر   | العنوان                                | الكاتب(ون)                | الفنان(ون)             |
| ------ | ------------- | -------------------------------------- | ------------------------- | ---------------------- |
| #1     | 1 يونيو 2021  | "الشعوذة: العاشق #1"                   | دايفيد جونسون وريكس أوغلي | غاري براون             |
| #1     | 1 يونيو 2021  | "حكايات من غرفة التحف: العبّارة"        | سكوت سنايدر               | دينيس كوان             |
| #2     | 6 يوليو 2021  | "الشعوذة: العاشق #2"                   | دايفيد جونسون وريكس أوغلي | غاري براون             |
| #2     | 6 يوليو 2021  | "حكايات من غرفة التحف: العروس الدموية" | تشي غرايسون               | خوان فيريرا            |
| #3     | 3 أغسطس 2021  | "الشعوذة: العاشق #3"                   | دايفيد جونسون وريكس أوغلي | غاري براون             |
| #3     | 3 أغسطس 2021  | "حكايات من غرفة التحف: قرد الأكورديون" | تيم سيلي                  | كيلي جونز              |
| #4     | 7 سبتمبر 2021 | "الشعوذة: العاشق #4"                   | دايفيد جونسون وريكس أوغلي | غاري براون             |
| #4     | 7 سبتمبر 2021 | "حكايات من غرفة التحف: أغنية النوم"    | راي فوكس                  | كريستوفر ميتن          |
| #5     | 5 أكتوبر 2021 | "الشعوذة: العاشق #5"                   | ديفيد جونسون وريكس أوغلي  | غاري براون             |
| #5     | 5 أكتوبر 2021 | "حكايات من غرفة التحف: الكأس"          | دومينيك "دومو" ستانتون    | دومينيك "دومو" ستانتون |

## الوسائط المرتبطة
| الفيلم       | تاريخ الإصدار في الولايات المتحدة | المخرج          | كاتب السيناريو  | المنتج     |
| ------------ | --------------------------------- | --------------- | --------------- | ---------- |
|              | 17 يوليو 2013                     | ناتشو فيجالوندو | ناتشو فيجالوندو | روب كوتريل |
| 'The Séance' | 17 يوليو 2013                     | ماكس لانديز     | ماكس لانديز     | روب كوتريل |
|              | 17 يوليو 2013                     | تي ويست         |                 | روب كوتريل |
|              | 17 يوليو 2013                     | جايسون أيسنر ‏   |                 | روب كوتريل |

في يوليو 2013، قبل الإصدار السينمائي لفيلم الشعوذة، قدمت شركة فايس ميديا إلى جانب شركة وارنر برذرز ونيو لاين سينما (تحت راية الشعوذة) سلسلة من أفلام الرعب القصيرة بعنوان The 3:07 A.M. Project (مشروع الساعة 3:07 صباحًا). في سلسلة الأفلام القصيرة، تعتبر ساعة السحر في الساعة 3:07 صباحًا هي الموضوع المتكرر الوحيد في كل فيلم قصير. تم تقديم الأفلام القصيرة كأداة تسويقية لجذب الانتباه إلى الجزء الأول من عالم الشعوذة السينمائي، حتى تاريخ إصداره. وقد حظيت الأفلام القصيرة بقبول متباين، في حين حقق كل صانع أفلام لاحقًا نجاحًا في امتيازات رعب أخرى جديرة بالملاحظة. في حين أن المسلسل لا يرتبط مباشرة بالامتياز، إلا أنه بمثابة المحاولة الأولى لتوسيع الامتياز، في حين تمت الإشارة إلى هذا الوقت المحدد في الفيلم الأول من الامتياز.

## وسائل الإعلام المنزلية
| الفيلم                              | الصيغة                        | تاريخ الإصدار في الولايات المتحدة | الموزع                    | ملاحظات |
| ----------------------------------- | ----------------------------- | --------------------------------- | ------------------------- | ------- |
| الشعوذة                             | دي في دي ، بلو راي            | 22 أكتوبر 2013                    | وارنر برذرز هوم إنترتنمنت |         |
| أنابيل                              | دي في دي، بلو راي             | 20 يناير 2015                     | وارنر برذرز هوم إنترتنمنت |         |
| الشعوذة 2                           | دي في دي، بلو راي             | 13 سبتمبر 2016                    | وارنر برذرز هوم إنترتنمنت |         |
| أنابيل: التكوين                     | دي في دي، بلو راي             | 24 أكتوبر 2017                    | وارنر برذرز هوم إنترتنمنت |         |
| الراهبة                             | دي في دي، بلو راي، بلو راي 4K | 4 ديسمبر 2018                     | وارنر برذرز هوم إنترتنمنت |         |
| أنابيل تعود للديار                  | دي في دي، بلو راي             | 8 أكتوبر 2019                     | وارنر برذرز هوم إنترتنمنت | [ 128 ] |
| الشعوذة: الشيطان أجبرني على فعل ذلك | دي في دي، بلو راي، بلو راي 4K | 24 أغسطس 2021                     | وارنر برذرز هوم إنترتنمنت | [ 129 ] |
| الراهبة 2                           | دي في دي، بلو راي، بلو راي 4K | 14 نوفمبر 2023                    | وارنر برذرز هوم إنترتنمنت | [ 130 ] |

## الدعاوى القضائية
رفعت نورما سوتكليف وجيرالد هيلفريتش، المالكين السابقين للمنزل الذي استند إليه فيلم الشعوذة، دعوىقضائية ضد جيمس وان ووارنر براذرز ومنتجين آخرين في عام 2015 بسبب تعرض ممتلكاتهم للتخريب باستمرارنتيجة للفيلم. حصلت مجلة إنترتينمنت ويكلي على وثائق يؤكد فيها الملاك وقوع غزوات مختلفة ويؤكدون أنهم عثروا على العديد من الأشياء المرتبطة بطوائف شيطانية. وتكشف الدعوى القضائية أيضًا أن المالكين السابقين اشتروا المنزل في عام 1987 وعاشوا فيه بـ "سلام" حتى عام 2013. وكان كلا المالكين يسعيان للحصول على تعويضات لم يتم تحديدها. وعندما سئل عن هذا الأمر، رفض المتحدث باسم شركة وارنر براذرز التعليق على الأمر.
رفع جيرالد بريتل، مؤلف كتاب عن عائلة وارنز بعنوان "The Demonologist"، دعوى قضائية بقيمة 900 مليون دولار في 29 مارس 2017، ضد شركة وارنر براذرز، ونيو لاين سينما، ووان وآخرين، مدعيا أنه يمتلك الحقوق الحصرية لقصة عائلة وارنز وأنها قد سرقتها الاستوديوهات والمنتجون. كان من المقرر أن تبدأ المحاكمة في القضية في 16 أبريل 2018، حيث علق متحدث باسم شركة وارنر براذرز: "نحن سعداء لأن المحكمة ضيقت القضية بشكل كبير ونتطلع إلى معالجة المطالبات المتبقية في حكم موجز. إن مزاعم السيد بريتل ليست بلا أساس فحسب، بل إنها تتناقض مع اعترافات السيد بريتل السابقة في دعاوى قضائية فاشلة أخرى تتعلق بأفلام الشعوذة". ومع ذلك، في 13 ديسمبر 2017، قامت شركة وارنر براذرز بتسوية الدعوى القضائية، وكشفت أن توني ديروسا جاروند، منتج الفيلم الأصلي، كان "العقل المدبر" وراء الدعوى القضائية، دون أن يكون بريتل متورطًا على الإطلاق. علق متحدث باسم الشركة قائلاً: "لقد زعمت شركة نيو لاين سينما طوال الوقت أن ديروسا جراوند كان العقل المدبر وراء الدعوى القضائية، وكان يتحكم في الدعوى القضائية ويوجهها، وحاول الدخول في صفقات جانبية سرية مع بريتل". وقد علق بريتل بنفسه قائلاً: "لقد كان السيد ديروسا جروند يتحكم في هذه الدعوى القضائية منذ البداية. [...] بناءً على مراجعة الرسائل النصية بين السيد ديروسا جروند ومحاميي، أفهم أنه هدد محاميي بأنه إذا أرسلوا معلومات مني دون أن يراها أولاً فسوف يتم فصلهم". وتطرق بريتل إلى مزيد من التفاصيل عن التسوية. ويأتي هذا بعد دعاوى قضائية متكررة فاشلة رفعها ديروسا جروند ضد شركة وارنر براذرز للمطالبة بملايين الدولارات من الامتياز إلى الحد الذي جعله يقع في مشاكل مع المحاكم ويتوصل إلى تسوية مع شركة وارنر براذرز بعدم مقاضاتهم مرة أخرى لأي شيء يتعلق بالامتياز.

## روابط خارجية
- الشعوذة على موقع IMDb
- الشعوذة 2 على موقع IMDb
- أنابيل على موقع IMDb
- أنابيل: التكوين على موقع IMDb
- الراهبة على موقع IMDb
- أنابيل تعود للديار على موقع IMDb
- الشعوذة: الشيطان أجبرني على فعل ذلك على موقع IMDb
- عالم الشعوذة على موقع روتن توميتوز
- الشعوذة على موقع ميتاكريتيك
- الشعوذة 2 على موقع ميتاكريتيك
- أنابيل على موقع ميتاكريتيك
- أنابيل: التكوين على موقع ميتاكريتيك
- الراهبة على موقع ميتاكريتيك
- أنابيل تعود للديار على موقع ميتاكريتيك
- الشعوذة: الشيطان أجبرني على فعل ذلك على موقع ميتاكريتيك